# كين أوينز
كين أوينز (بالإنجليزية: Ken Owens)‏ هو لاعب اتحاد الرغبي بريطاني، ولد في 3 يناير 1987 في كارماذن ‏ في المملكة المتحدة.

## وصلات خارجية
- كين أوينز عل موقع إسبنسكروم (الإنجليزية)
- كين أوينز على موقع ItsRugby.co.uk (الإنجليزية)